# Медные инуиты

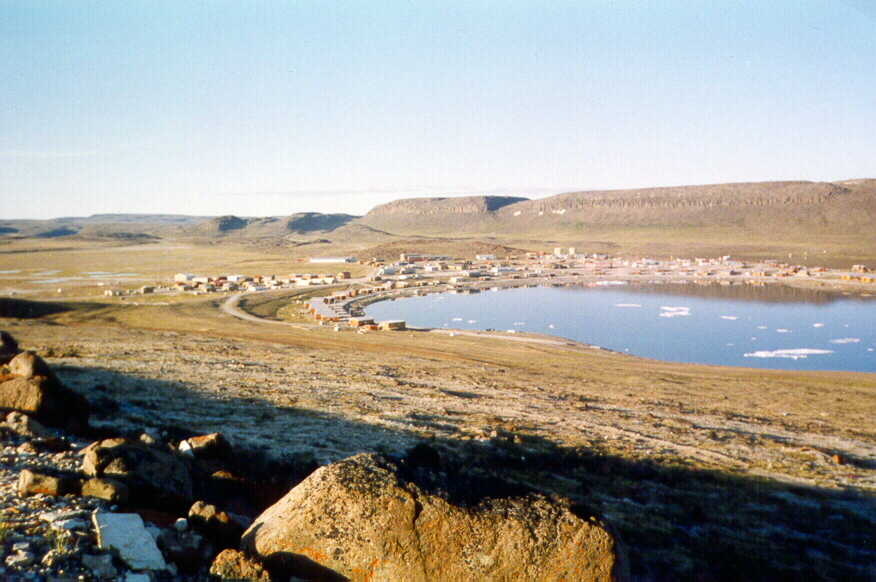
Вид на Улухакток, Канада, с обрывов, давших название посёлку, 1980-е гг.

Медные инуиты (англ. Copper Inuit), также известные как Китлинермиут (англ. Kitlinermiut) и Инуиннаит (англ. Inuinnait) — группа канадских инуитов, живущих к северу от границы леса, на территории, которая сейчас является регионом Китикмеот в Нунавуте и регионом Инувик в Северо-Западных территориях. Исторически большинство из них проживало в районе залива Коронейшен, на острове Виктория и на юге острова Банкс.
Западная граница территории медных инуитов доходила до Уайз-Пойнт, недалеко от пролива Долфин-энд-Юнион. Cеверо-западная граница доходила до юго-восточного побережья острова Бэнкс. На юге медные инуиты селились по восточному побережью Большого Медвежьего озера, озера Контуойто и озера Бичи, вдоль реки Бак. На востоке медные инуиты и Нецилингмиут были разделены рекой Перри на юге залива Куин-Мод. В то время как медные инуиты кочевали по всему острову Виктория, на западе они концентрировались к югу от залива Уолкер, а на востоке — к югу от залива Денмарк.
Поскольку у этого народа нет коллективного самоназвания, они используют английский термин «Copper Inuit». Он обозначает тех самых западных из центральных инуитов, которые использовали самородную медь, собранную в низовьях реки Коппермайн и в заливе Коронейшн.
Согласно Кнуду Расмуссену (1932), другие инуиты называли медных инуитов китлинермиут, так как Китлинек — это инуитское название острова Виктория.

## История

### Ранние тысячелетия
Медные инуиты, как и все инуиты, являются потомками культуры Туле. Изменения в местной среде могли привести к переходу от доисторической культуры Туле к культуре медных инуитов, современного народа.
В течение примерно трёх тысячелетий медные инуиты были кочевниками и охотниками-собирателями. Их заселение на постоянные места жительства и аккультурация к некоторым европейско-канадским устоям произошли только в 1940-х годах, но они также продолжали вести охотничий и собирательский образ жизни.
Зимой они жили в общинных иглу и занимались охотой на тюленей на отдушинах во льду. Летом они собирались в небольшие семейные группы для охоты на северных оленей и рыбной ловли.
Люди изготавливали медные стрелы, наконечники копий, ножи улу, долота, гарпуны и ножи как для личного пользования, так и для торговли с другими инуитами. Помимо медных изделий, изделия медных инуитов из мыльного камня высоко ценились по обе стороны Берингова пролива. Среди других торговых партнёров медных инуитов были инувиалуиты с полуострова Аввак и инуиты карибу на юге. Многие медные инуиты собирались в районе залива Кеймбридж-Бей в летнее время из-за обилия дичи.

### Пост-евро-канадский контакт
По словам Робина МакГрата, существуют свидетельства конфликтов между инуитами и дене, а также других конфликтов, в которых могли участвовать европейцы. Эти конфликты, похоже, были спровоцированы как дене, так и инуитами и, возможно, были вызваны торговыми спорами, но иногда и набегами за женщинами. Одна из самых известных битв была засвидетельствована европейским исследователем Самюэлем Хирном. В 1771 году Сэмюэль Хирн стал первым европейцем, исследовавшим район реки Коппермайн. Именно здесь Матонабби, лидер проводников Хирна из племени Чипевайан-дене, и его спутники расправились с группой медных инуитов у Кровавого водопада. Дальнейшие исследования проводились только в период 1820—1853 годов, который включал экспедиции Джона Франклина в 1821 и 1825 годах. Джон Рэй встретил медных инуитов на реке Рей в 1847 году, а также на мысе Флиндерс и в бухте Стромнесс в 1851 году. В 1853 году во время поисков пропавшей экспедиции Франклина в рамках своей арктической экспедиции ирландский исследователь Роберт Мак-Клур оставил корабль HMS Investigator в бухте Милосердия на острове Банкс. Здесь было найдено большое количество древесины, меди и железа, которые медные инуиты использовали в течение многих лет. Ричард Коллинсон исследовал этот район в 1850—1855 годах.

#### XX век
Полагая, что медные инуиты мигрировали в район Гудзонова залива для торговли на различных форпостах, канадское правительство на карте 1906 года обозначило остров Виктория как «необитаемый». Только в начале XX века торговые суда вернулись на территорию медных инуитов. Они последовали за тем, как Вильялмур Стефанссон сообщил о встрече с белокурыми эскимосами среди медных инуитов в своём арктическом путешествии 1908—1912 годов. Во время Канадской арктической экспедиции 1913—1916 годов канадский этнограф Даймонд Дженнесс провёл два года, живя с медными инуитами и документируя их жизнь. Он отправил тысячи артефактов их материальной культуры в Геологическую службу Канады.
Наряду с торговлей, контакт с европейцами принёс грипп и брюшной тиф. Эти занесённые новые инфекционные заболевания ослабили иммунитет коренных жителей. Между 1929 и 1931 годами каждый пятый медный инуит умер от эпидемии туберкулёза. Примерно в это же время начался упадок китобойной промышленности. Инупиаты Аляски и инувиалуиты дельты Маккензи пришли в район залива Коронейшен, чтобы сосуществовать с медными инуитами. Первый торговый пост в районе Холмен (Улукхакток) был основан в 1923 году в Алаервике, на северном берегу Принс-Альберт-Саунд, но через пять лет он закрылся. Пост переехал в форт Коллинсон в заливе Уокер, к северу от Минто-Инлет. Два других торговых склада открылись в заливе Уокер, но закрылись к 1939 году, в годы Великой депрессии.

### Поселение
В 1960 году федеральное правительство отправило в Холмен три жилых дома, а в 1961 году — ещё четыре. В последующие годы некоторые семьи переехали в Холмен на постоянное место жительства, другие жили там сезонно. Некоторые медные инуиты переехали в общины Коппермайн (Куглуктук) или Кембридж-Бей. Другие тяготели к аванпостам, расположенным вдоль Батерст-Инлет, озера Контуойто, залива Коронейшен и на острове Виктория.
Медные инуиты постепенно перешли на снегоходы, спутниковое телевидение, построили христианские церкви. Молодёжь теперь говорит на английском языке, а не на инуиннактун. Всё вместе это привело к социальным изменениям среди медных инуитов.

## Культура

### Язык
Медные инуиты традиционно говорят на инуиннактун и инувиалуктун, иногда называемом западно-канадским инуктитутом.

### Среда обитания и рацион питания
Исторически медные инуиты жили среди тундры, скалистых холмов, обнажений, с некоторыми лесными участками на юге и юго-западе ареала. Здесь они охотились на сусликов, зайцев, северных оленей (беспородные стада и пири), медведя гризли, норку, лося, овцебыка, ондатру, белого медведя, волка и росомаху. Они ловили рыбу в обширной сети прудов, озёр и рек, включая реки Коппермайн, Рей и Ричардсон, в которых обитали большие популяции пресноводного арктического гольца (который также водится в океане), хариуса, озёрной форели и сига. В морских водах водились треска, морской заяц и кольчатая нерпа. Утки, гуси, кайры, чайки, ястребы, морянки, гагары, ржанки, куропатки и снегири также были частью рациона медных инуитов. Они любили сырые, но не вареные яйца. Они использовали и готовили пищу из морепродуктов, но хранили их отдельно от продуктов с суши.

### Одежда

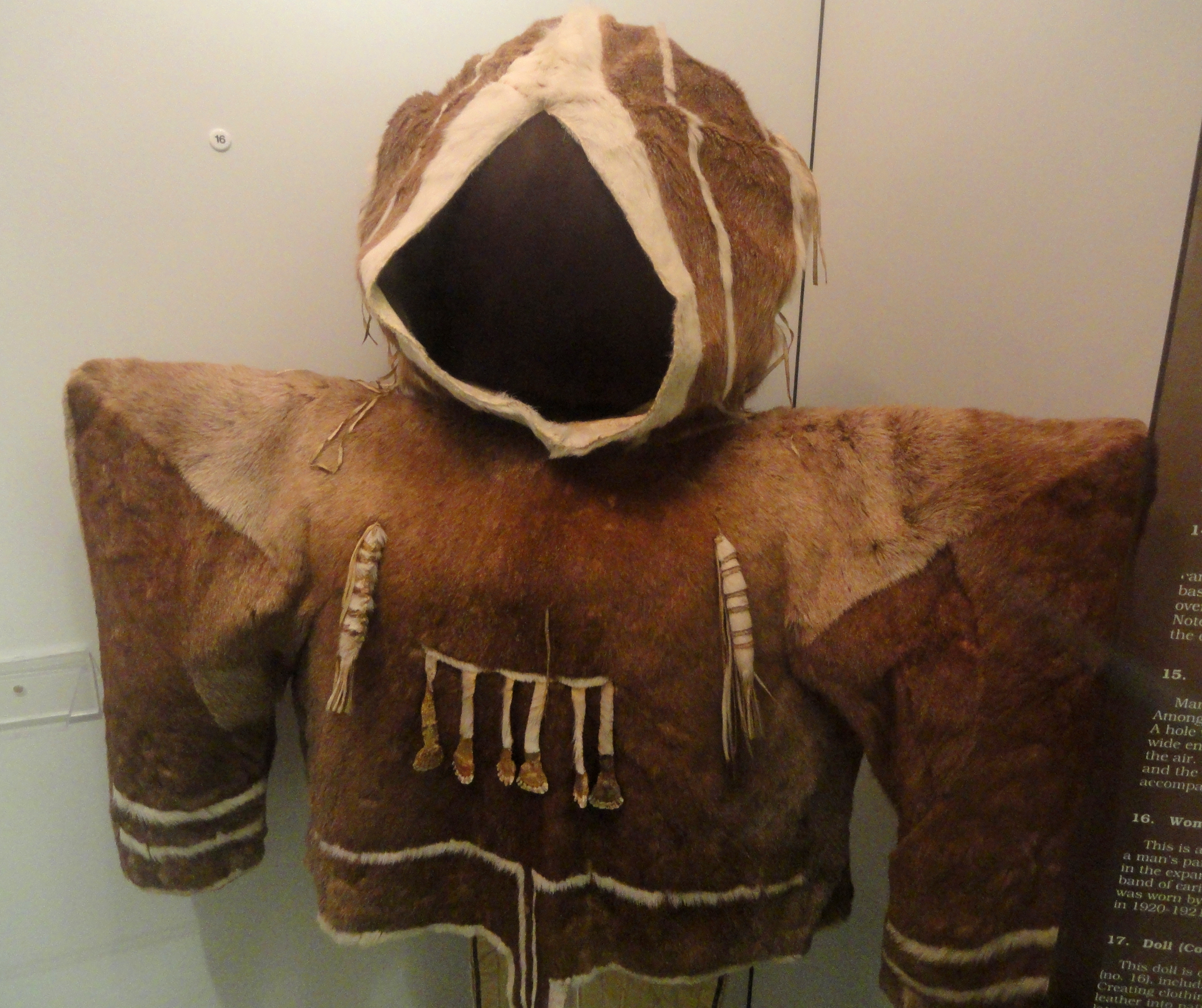
Женский анорак медных инуитов 1920—1921 годов, Музей Пибоди, Гарвард

Одежда медных инуитов состояла из короткой внутренней парки с длинными узкими фалдами сзади и рукавами, доходящими до запястья. В суровую погоду они надевали тяжёлую верхнюю парку. Женские парки отличались удлинёнными капюшонами и преувеличенно острыми плечами. Сапоги у инуитов были длинными, на всю длину ноги, и застегивались на талии. Подошвы делали из перьев или птичьих шкур. Медные инуиты использовали разные салфетки для разных блюд: шкурки куропатки — при еде оленины, шкурки чайки — при еде тюленя.
Современная одежда и обувь могут быть сделаны из различных шкур, включая:
- Танцевальный колпак: карибу, горностай, а также клюв белоклювой гагары[23]
- Парки: заяц-беляк, выдра, кролик, дикая норка.
- Варежки: бобр, белый медведь, скунс.
- Сапоги: карибу, собака, белый медведь, тюлень, волк, росомаха.
- Мягкие сапоги[англ.]: карибу, лось.

Помимо повседневной одежды, исторически многие инуиты имели набор церемониальной одежды из короткошёрстных летних шкур, которую надевали для танцев или других торжественных случаев. В частности, танцевальная одежда медных инуитов была широко изучена и хранится в музеях по всему миру. Дизайн этой одежды был неразрывно связан с религиозной практикой медных инуитов и содержал то, что антрополог Бернадетт Дрисколл-Энгельстад описывает как «стилизованный дизайн, намекающий на интеграцию человеческого и животного мира, естественного и сверхъестественного». К 1930-м годам церемониальная одежда медных инуитов исчезла, хотя в 1990-х годах она была возрождена.

### Религия
У медных инуитов была анимистическая духовная система, которая включала веру в то, что духи животных могут быть оскорблены нарушением табу. Они верили, что мир населяют карлики, великаны, «люди карибу» и морская богиня Арнапкапфаалук, или большая злая женщина. Их представление о тупилаке было похоже на христианского дьявола.
Ангаккуит (шаманы) могли быть мужчинами или женщинами. Они отгоняли злых духов, были посредниками между людьми и миром духов, исцеляли болезни или нарушения табу, а также «управляли» погодой.

## Подгруппы
Медные инуиты жили в рамках географически определённых подгрупп, хорошо документированных Стефанссоном, Францем Боасом и другими:
- Ахиагмиут[англ.]: залив Огден[англ.];
- Акулиакаттагмиут: мыс Бексли;
- Асиагмиут[англ.]: залив Огден;
- Экаллуктогмиут[англ.]: река Экаллук, залив Альберт-Эдуард[англ.]; центральная часть острова Виктория;
- Ханерагмиут: пролив Долфин-энд-Юнион;
- Ханингайогмиут[англ.]: река Бак;
- Каернермиут[англ.]: река Бак;
- Кангирьюармиут: водоём Принц-Альберт-Саунд[англ.], мыс Бэринг[англ.], центральная часть острова Виктория; мыс Нельсон-Хед[англ.] на острове Банкс;
- Кангирюатджагмиут: Минто-Инлет[англ.]; между Минто-Инлет и заливом Уолкер[англ.];
- Килусиктогмиут[англ.]: Остров Виктория; район залива Коронейшен в устье реки Маккензи[29]
- Коглуктогмиут[англ.]: Блади-Фолс на реке Коппермайн, реке Диз и Большом Медвежьем озере (залив Мактавиш); залив Коронейшен, к юго-востоку от мыса Крузенштерн[англ.];
- Коглуктуалигмиут (или Уткусиксалигмиут — «жители места, где есть горшечный камень»): Река Три («Коглуктуалук»), 130 км к востоку от реки Коппермайн[30];
- Коглуктуарюмиут: от устья реки Коглуктуарюк[30], которая впадает в залив Грейс[англ.], вверх по реке; на льду залива Грейс и залива Коронейшен[29];
- Кугарюагмиут[англ.]: Река Кугарюак[англ.][30];
- Нагюктогмиут (или Киллинермиут): Остров Нагьюкток, один из островов архипелага герцога Йоркского[англ.][30]; центральная часть залива Коронейшен; остров Виктория к северо-востоку от Леди-Франклин-Пойнт[англ.]; материк к востоку от реки Три; Бесплодные озёра[англ.] у истоков реки Диз[29]; («эскимосы Оленьего Рога»);
- Ноахонирмиут (или Ноаднирмиут): острова Листон и Саттон[англ.] в проливе Долфин-энд-Юнион до материка: к северу от реки Рей, к югу от острова Ламберт[30][29];
- Паллирмиут: устье реки Рей (Паллирк) и исток реки Диз; залив Коронейшен, к юго-востоку от мыса Крузенштерна[30][29];
- Пинганнактогмиут[англ.]: Пинганнакток («здесь дует сухопутный ветер»), вглубь материка к западу от реки Три[30];
- Пуиплирмиут (или Пуиблирмиут): пролив Долфин-энд-Юнион возле островов Листон и Саттон; также к северу и северо-востоку от залива Симпсон на острове Виктория[30][29];
- Угюлигмиут[англ.]: к северу от залива Минто[30];
- Улухактокмиут: Улухакток (ранее известный как Холмен), в честь найденной там меди, используемой для изготовления улу;
- Умингмуктогмиут: постоянная деревня Умингмакток (Умингмуктог) на западном побережье полуострова Кент[30]; Батерст-Инлет[29].

## Знаменитости
- Джо Аллен Эвьяготайлак[англ.] — член законодательного собрания Канады.
- Дональд Хавиояк[англ.] — канадский политик.
- Хелен Калвак[англ.] — художница.
- Хелен Максагак — канадский политик.
- Кейн Тологанак[англ.] — бывший член законодательного собрания Северо-Западных территорий.
- Улоксак[англ.] — охотник.